# Alexander Nevski-kathedraal (Izjevsk)
De Alexander Nevskikathedraal (Russisch: Собор Александра Невского) is een Russisch-orthodoxe kathedraal in de hoofdstad Izjevsk van de Russische autonome republiek Oedmoertië. De kerk vormt een mooi voorbeeld van Russisch classicisme.

## Geschiedenis
De kathedraal werd gebouwd in de jaren 1818-1823 nadat Izjevsk in 1810 door een grote brand werd getroffen. De architect S.E. Doedin presenteerde een ontwerp, maar de autoriteiten wezen het af omdat het te duur en te ambitieus werd. De architect werd aangemoedigd met een nieuw ontwerp te komen en zich daarbij te laten inspireren op de op dat moment net voltooide Andreaskathedraal in Kronstadt. Na herziening van het ontwerp kon de bouw alsnog van start gaan in 1818 en in 1823 kwam het gebouw gereed. Tijdens zijn bezoek aan de stad in 1824 bezocht Alexander I de kerk.

## Sovjetperiode
In 1929 eiste de jongerenafdeling van de militante "Bond van Militante Atheïsten" (Russisch: Общество Безбожников) de sluiting van de kerk. De klokkentoren werd gesloopt en de atheïstische vereniging nam haar intrek in het gebouw. In de jaren 30 werd de voormalige kerk aangepast om er een bioscoop onder de naam Colossus in te huisvesten. In 1937 werd de koepel gesloopt. De iconostase ging daarbij verloren en zo ook de iconen en de beschildering van de kerk. Desalniettemin werd het zwaar verminkte gebouw wel ingeschreven in het register van architectonisch erfgoed.

## Heropening
De kerk werd in 1990 teruggegeven aan de gelovigen. Vanaf 1992 werd begonnen met de restauratie van het gebouw en de herbouw van de toren. Op 2 januari 1994 vond de wijding van de voltooide kathedraal plaats.